# On Glass: The Singles
On Glass: The Singles (nebo také On Glass) je kompilační album anglického hudebníka Davida J. Desku původně v roce 1986 vydala společnost Glass Records ve dvou verzích: na CD a na LP. Verze se v několika písních lišily. V roce 1998 vyšla další verze alba (vydavatelství Cleopatra Records) a o osm let později další (Plain Recordings). Každá verze je odlišná. Jde o kompilaci singlů. Vedle autorských písní se zde také nachází několik coververzí; například „Fear Is a Man's Best Friend“ a „Ship of Fools“ od velšského hudebníka a skladatele Johna Calea (obě původně vyšly na jeho albu Fear v roce 1974).

## Seznam skladeb
| Původní vydání na LP (1986) | Původní vydání na LP (1986)                   | Původní vydání na LP (1986) | Původní vydání na LP (1986) |
| Pořadí                      | Název                                         | Autor                       | Délka                       |
| --------------------------- | --------------------------------------------- | --------------------------- | --------------------------- |
| 1.                          | The Promised Land                             | David J                     | 2:55                        |
| 2.                          | I Can't Shake the Shadow of Fear              | David J                     | 5:10                        |
| 3.                          | This Vicious Cabaret                          | David J, Alan Moore         | 3:21                        |
| 4.                          | A Seducer, A Doctor, A Card You Cannot Trust  | David J                     | 3:50                        |
| 5.                          | 4 Hours                                       | Adi Newton, Clock DVA       | 3:42                        |
| 6.                          | Night of the Silver Veil                      | David J                     | 2:39                        |
| 7.                          | The Conjurer's Hand                           | David J                     | 2:20                        |
| 8.                          | Saint Jackie                                  | David J                     | 2:47                        |
| 9.                          | Crocodile Tears and the Velvet Cosh Revisited | David J                     | 5:15                        |
| 10.                         | The Party's Over                              | The Jazz Butcher            | 1:32                        |

| Původní vydání na CD (1986) | Původní vydání na CD (1986)                   | Původní vydání na CD (1986)            | Původní vydání na CD (1986) |
| Pořadí                      | Název                                         | Autor                                  | Délka                       |
| --------------------------- | --------------------------------------------- | -------------------------------------- | --------------------------- |
| 1.                          | The Promised Land                             | David J                                | 2:58                        |
| 2.                          | I Can't Shake the Shadow of Fear              | David J                                | 7:14                        |
| 3.                          | Saint Jackie                                  | David J                                | 2:32                        |
| 4.                          | A Seducer, A Doctor, A Card You Cannot Trust  | David J                                | 3:50                        |
| 5.                          | Crocodile Tears and the Velvet Cosh Revisited | David J                                | 5:18                        |
| 6.                          | Ship of Fools                                 | John Cale                              | 2:49                        |
| 7.                          | Night of the Silver Veil                      | David J                                | 2:42                        |
| 8.                          | 4 Hours                                       | Adi Newton, Clock DVA                  | 3:33                        |
| 9.                          | The Conjurer's Hand                           | David J                                | 2:21                        |
| 10.                         | This Vicious Cabaret                          | David J, Alan Moore                    | 3:23                        |
| 11.                         | V's Theme                                     | David J                                | 11:11                       |
| 12.                         | The Party's Over                              | Adolph Green, Betty Comden, Jule Styne | 1:34                        |

| Druhé vydání (1998) | Druhé vydání (1998)                             | Druhé vydání (1998)                    | Druhé vydání (1998) |
| Pořadí              | Název                                           | Autor                                  | Délka               |
| ------------------- | ----------------------------------------------- | -------------------------------------- | ------------------- |
| 1.                  | The Promised Land                               | David J                                | 2:54                |
| 2.                  | I Can't Shake This Shadow of Fear               | David J                                | 7:12                |
| 3.                  | Saint Jackie                                    | David J                                | 2:29                |
| 4.                  | A Seducer, A Doctor                             | David J                                | 3:50                |
| 5.                  | Crocodile Tears and the Velvet Cosh (Revisited) | David J                                | 5:15                |
| 6.                  | Ship of Fools                                   | John Cale                              | 2:49                |
| 7.                  | Night of the Silver Veil                        | David J                                | 2:41                |
| 8.                  | 4 Hours                                         | Adi Newton, Clock DVA                  | 3:29                |
| 9.                  | The Conjures' Hand                              | David J                                | 2:19                |
| 10.                 | This Vicious Cabaret                            | David J, Alan Moore                    | 3:22                |
| 11.                 | Incidental                                      | David J                                | 6:50                |
| 12.                 | V's Theme (Outro)                               | David J                                | 1:50                |
| 13.                 | The Party's Over                                | Adolph Green, Betty Comden, Jule Styne | 1:34                |
| 14.                 | Crocodile Tears and the Velvet Cosh             | David J                                | 5:02                |
| 15.                 | Fear Is a Man's Best Friend                     | John Cale                              | 4:32                |

| Třetí vydání (2006) | Třetí vydání (2006)                            | Třetí vydání (2006)                    | Třetí vydání (2006) |
| Pořadí              | Název                                          | Autor                                  | Délka               |
| ------------------- | ---------------------------------------------- | -------------------------------------- | ------------------- |
| 1.                  | I Can't Shake This Shadow of Fear              | David J                                | 7:12                |
| 2.                  | The Promised Land                              | David J                                | 2:58                |
| 3.                  | Saint Jackie                                   | David J                                | 2:31                |
| 4.                  | A Seducer, A Doctor, A Card You Cannot Trust   | David J                                | 3:51                |
| 5.                  | Crocadile Tears and the Velvet Cosh            | David J                                | 5:01                |
| 6.                  | Crocadile Tears and the Velvet Cosh (Revisted) | David J                                | 5:18                |
| 7.                  | Ship of Fools                                  | John Cale                              | 2:50                |
| 8.                  | Night of the Silver Veils                      | David J                                | 2:42                |
| 9.                  | 4 Hours                                        | Adi Newton, Clock DVA                  | 3:34                |
| 10.                 | The Conjurere's Hand                           | David J                                | 2:22                |
| 11.                 | This Vicious Cabaret                           | David J, Alan Moore                    | 3:24                |
| 12.                 | Fear Is a Man's Best Friend                    | John Cale                              | 4:33                |
| 13.                 | War Game                                       | David J                                | 4:24                |
| 14.                 | The Party's Over                               | Adolph Green, Betty Comden, Jule Styne | 1:36                |
| 15.                 | Man of the World                               | David J                                | 2:03                |

## Obsazení
- David J – zpěv, kytara, baskytara, klavír
- Kevin Haskins – bicí
- Alex Green – saxofon
- Steve Musgrove – baskytara
- Josie Abbott – violoncello
- Bill Thorp – housle, viola
- The Jazz Butcher – zpěv, zvony
- Max Eider – kytara
- Owen Jones – bicí
- Coach York – bicí